# アメリカ合衆国の人物一覧
アメリカ合衆国の人物一覧（アメリカがっしゅうこくのじんぶついちらん）とは、アメリカ合衆国出身の人物の記事を姓の50音順に配列したものである。

## あ行
- モンテ・アーヴィン - 野球選手 (アメリカ野球殿堂表彰者)
- ドロシー・アーズナー - 映画監督。サイレント映画とトーキーの全盛時代に活躍した人物の一人である
- ビリー・アイリッシュ - シンガーソングライター。モデルとしても活動している
- アンドレ・アガシ - 元男子プロテニス選手
- アナスタシア - 歌手
- ドイル・アレクサンダー - 野球選手
- ハンク・アーロン - 野球選手 (アメリカ野球殿堂表彰者)
- マミー・アイゼンハワー - ファーストレディ
- ジェームズ・ヴァン・アレン - 物理学者
- パトリシア・アークエット - 女優
- ワイアット・アープ - 西部開拓時代の保安官
- ニール・アームストロング - 宇宙飛行士
- ガブリエル・アーモンド - 政治学者
- ジョン・G・アヴィルドセン - 映画監督
- ジョン・アシュクロフト - 同国第79代司法長官
- メアリー・アスター - 女優
- ジェーン・アダムズ - 社会活動家
- ベレニス・アボット - 写真家
- マイケル・アマコスト - 外交官・駐日大使
- アリーヤ - 歌手・女優
- ツルトリム・アリオーネ（英語版） - 作家。チベット仏教のカルマ・カギュ派（英語版）の血統を学んだアメリカ人として知られている。本名はジョアン・ラスマニエール・ユーウィング（Joan Rousmanière Ewing）
- アリサ・リュウ - フィギュアスケート選手
- AL B.シュア! - ミュージシャン
- エディ・アルバート - 俳優
- エドワード・アルマン - 地理学者
- カレン・アレン - 女優
- ジョアン・アレン - 女優
- マイケル・アンジェロ - ミュージシャン
- キャップ・アンソン - 野球選手・監督 (アメリカ野球殿堂表彰者)
- ジリアン・アンダーソン - 女優
- シャーウッド・アンダーソン - 作家
- ドナルド・アントリム - 作家
- ダジー・ヴァンス - 野球選手 (アメリカ野球殿堂表彰者)
- アビゲイル・ウィリアムズ -  セイラム魔女裁判の告発者の一人
- アビゲイル・ウィリアムズ (バンド) - バンドグループ
- ウィリアム・A・ウィリアムズ - 歴史学者
- ジミー・ウィリアムズ - 野球選手
- ハンク・ウィリアムス - カントリー・ミュージック歌手、作曲家
- ビリー・ウィリアムズ - 野球選手 (アメリカ野球殿堂表彰者)
- ウィリー・ウィルソン - 野球選手
- チャック・ウィルソン - スポーツインストラクター。日本にエアロビクスを紹介した人物として知られる。俳優や著作家としても活動している。
- アーリー・ウィン - 野球選手 (アメリカ野球殿堂表彰者)
- ポール・ウィンター - 作曲家。サックス奏者として知られる
- ジミー・ウェールズ - ウィキペディア創始者、プロジェクトリーダー
- ジャック・ウェルチ - 実業家。伝説の経営者の異名を持つ
- ルイス・ウォーターマン（英語版） - 実業家。ウォーターマン創設者
- ベン・ウォーレス - バスケットボール選手
- バーバラ・ウォルターズ - テレビジャーナリスト、作家。テレビ司会者でもある
- ポール・ウォルフォウィッツ - 政治家
- ジェラルド・ウォレス - バスケットボール選手
- ジョージ・ウォレス - アラバマ州知事、合衆国大統領候補
- J.L.ウィルキンソン - 球団経営者 (アメリカ野球殿堂表彰者)
- メレディス・ウィルソン - 作曲家
- カーティス・ウィルバー - 政治家
- ジョン・ウェイン - 俳優
- カール・ヴァン・ヴェクテン - 作家・写真家
- オズワルド・ヴェブレン - 数学者
- ヘンリー・アガード・ウォレス - 同国副大統領（第33代）
- アンナ・メイ・ウォン - 女優。中国系アメリカ人
- イライジャ・ウッド - 俳優
- グラント・ウッド - 画家
- ラルフ・ワルド・エマーソン - 思想家・哲学者。作家で詩人、エッセイストでもあった
- ウェス・オーバーミューラー - 野球選手
- ジェシー・オーエンス - 陸上競技選手 (金メダリスト)
- スプーナー・オールダム（英語版） - ミュージシャン・作曲家

## か行
- ウィリー・カークランド - 野球選手
- クラレンス・カーター - シンガーソングライター
- ネル・カーター - 歌手・女優
- ジャック・カーティス - 俳優
- デール・カーネギー - 小説家。評論家でもあり、能力開発に尽力した人物の一人として知られている
- レイモンド・カーヴァー - 小説家・詩人
- アシュトン・カッチャー - 俳優
- キース・カフーン - 実業家。元タワーレコードジャパン支社長兼CEO、元itunes Japan取締役
- ビリー・カメッツ（英語版） - 声優。主に日本製のアニメやコンピューターゲームのキャラクターのアフレコで知られていた
- オリビア・カルポ - モデル・女優
- チャールズ・カレン - ヘルスケア・シリアルキラー。元はレジスタードナースとして働く看護師であった
- ウォーレス・カロザース - 科学者
- ジェームズ・エドワード・ガン - 天文学者
- ジェイムズ・E・ガン - 小説家
- ティム・ガン - ファッションコンサルタント。テレビパーソナリティとしても活動している
- マッキンレー・カンター - 作家
- ジミー・キー - 野球選手
- ウェイド・キース - 弁護士
- エメリター・キーレン - ミクロネシア連邦の詩人。グアム出身
- ジャニー喜多川 - 日本の実業家。芸能プロモーター兼音楽プロデューサー。カリフォルニア州ロサンゼルス出生
- メリー喜多川 - 日本の実業家。芸能プロモーター。ジャニー喜多川は当人の弟に当たる
- ジェイ・キム - 政治家。韓国系アメリカ人で、同国において韓国系初の議会選出を受けた人物としても知られている
- パット・ギャレット - ガンマン
- ヴァル・キルマー - 俳優
- スティーヴン・キング - ホラー小説家。モダン・ホラーを主体としたホラー小説を世に送り出していることで知られている
- マーティン・ルーサー・キング・ジュニア - 公民権運動活動家。『キング牧師』の通称で知られており、アフリカ系アメリカ人公民権運動の指導者として活動していた
- ルース・ベイダー・ギンズバーグ - 法律家。1993年から27年間にわたってアメリカ合衆国最高裁判所陪席判事(連邦最高裁判事)として活動し続けた
- カルビン・クーリッジ - 同国第30代大統領。かつては副大統領（第29代）を務めていた
- フレッド・クラーク - 野球選手・監督 (アメリカ野球殿堂表彰者)
- イライザ・アン・グライア - 医師。アフリカ系アメリカ人
- クリスティーナ・グリミー - シンガーソングライター、YouTuber
- ジョージ・クルーニー - 俳優。映画監督・脚本家ならびに映画プロデューサーとしても活動している
- エドヴィン・クレープス - 生化学者
- キヨシ・クロミヤ - 作家、公民権活動家。日系アメリカ人である
- マーヴィン・ゲイ - ミュージシャン・作曲家
- ケネディ家
  - ジョセフ・P・ケネディ - 政治家。実業家でもあった
  - ジョン・F・ケネディ - 政治家。同国元大統領（第35代）
  - ジョン・フィッツジェラルド・ケネディ・ジュニア - 弁護士・法律家。雑誌発行人でもある
- ヘレン・ケラー - 社会福祉事業家
- ビリー・コーガン - ミュージシャン・詩人。本名はウィリアム・パトリック・コーガンJr.（William Patrick Corgan Jr.）
- デクスター・ゴードン - バンドマスター
- ナット・キング・コール - ピアニスト
- バールーフ・ゴールドシュテイン - イスラエルの医師であり、テロリストであった。ニューヨーク市ブルックリン出身
- フランク・ゴッチ - プロレスラー
- コートニー・コックス - 女優
- トミー・ジョー・コフィー（英語版） - フットボール選手
- アレクサンドリア・オカシオ＝コルテス - 政治家。活動家でもある
- サミュエル・コルト - 発明家。工場経営者でもあり、ハンドガンの一つであるリボルバー拳銃を普及させたことで広く知られている

## さ行
- ドン・サットン - 野球選手 (アメリカ野球殿堂表彰者)
- ジョン・サクソン - 俳優
- ミュール・サトルス - 野球選手 (アメリカ野球殿堂表彰者)
- アン・サリヴァン - ヘレン・ケラーの家庭教師
- ジョー・シーウェル - 野球選手 (アメリカ野球殿堂表彰者)
- ベンジャミン・シーゲル - ギャング。かつてラスベガスの成立に携わっていた人物としても知られている。バグジーの渾名を持つ
- デレク・ジーター - 元プロ野球選手（遊撃手）
- グレン・シーボーグ - 化学者・物理学者
- ウィリアム・ジェームズ - 哲学者・心理学者
- 厚切りジェイソン - お笑いタレント。在日IT企業役員でもある
- アーロン・フリント・ジェイミソン（英語版） - 芸術家。コンセプチュアルアーティストとして活動しており、彫刻、出版、ビデオ、パフォーマンスなど、様々なメディアで活躍している
- ペニー・ジョンソン・ジェラルド - 女優
- マリオン・シムズ（英語版） - 医師。「現代産婦人科の父」と呼ばれている。当該人物に対しては現在、数多くの批評がある。フルネームはジェイムズ・マリオン・シムズ（James Marion Sims）
- マイケル・ジャクソン - ミュージシャン。エンターテイナーとしても活動していた
- マイケル・ジャクソン (バスケットボール) - バスケットボール選手
- ボー・ジャクソン - 野球選手、アメリカンフットボール選手
- ジャンクヤード・ドッグ - プロレスラー
- テッド・ショーン -  ダンサー
- トミー・ショウ - ミュージシャン
- マイク・ジョハンズ - 政治家
- ケイシー・ジョンソン - ソーシャライト。女性相続人として活動もしていた
- マーシャ・P・ジョンソン - ゲイ解放運動家
- ジョセフ・ライマン・シルスビー - 建築家。19世紀末から20世紀初頭にかけて活躍した、同国の建築史上最も重要な人物である
- ネイト・シルバー - 統計学者
- チャールズ・E・シルバーマン - ジャーナリスト
- ロバート・J・スミスダス - 活動家。教育者であり著作家でもあった。
- バート・スター - アメリカンフットボール選手 (プロフットボール殿堂表彰者)
- ジェイソン・スタンリッジ - 野球選手
- キャンディ・ステイトン - 歌手
- ケン・ステイブラー - アメリカンフットボール選手 (プロフットボール殿堂表彰者)
- キャサリン・スティンソン - 女性飛行士、建築家
- 住吉ジェラニレショーン - サッカー選手
- ニコラス・スパークス - 作家
- パーシー・スレッジ - 歌手
- ウィリー・スミス - 野球選手
- オジー・スミス - 野球選手 (アメリカ野球殿堂表彰者)
- ケイ・セージ - 画家、詩人
- スティーヴン・セガール - 俳優・武道家。セルビア・ロシア国籍を取得しており、ロシアからは特使に任命されている。現在、テキサス州ハズペス郡保安局の執行官を務める
- ジーン・セバーグ - 女優
- ビル・セルビー - 野球選手
- レベッカ・ソルニット - 著作家

## た行
- ジェイソン・ターマン - 野球選手
- ロバート・ダール - 政治学者
- ニール・ドグラース・タイソン - 天体物理学者
- ディック・チェイニー - 政治家。同国の元下院議員。実業家としての面を持ち合わせている
- イレーン・チャオ - 政治家
- レオナード・ユージーン・ディクソン - 数学者
- トマス・M・ディッシュ - SF作家
- コリィ・テイラー - 歌手（その他スリップノット在籍者）
- ティラ・テキーラ - 歌手。シンガポール出身のベトナム系アメリカ人で1歳の時に家族と共にアメリカへ移住している
- ルース・セント・デニス - モダンダンスの開拓者
- キャロル・デューダ（英語版） - ダンサー。1960年代から1980年代にかけてアメリカで活躍した
- ミック・トムソン - ギタリスト
- ドナルド・トランプ - 政治家。第45代大統領。実業家としての面を持ち合わせている

## な行
- アラン・E・ナース - SF作家
- イシス・ナイル - ポルノ女優。エジプト系アメリカ人
- ロドニー・ニコルズ - 野球選手
- ハロルド・ジェームズ・ニコルソン - 元CIA幹部。かつて同国の情報をロシアに18万ドルで売り渡した件で有罪判決を受けており、懲役刑に服している
- ジョージ・ニッセン - トランポリン競技の創始者
- キャンディス・ニューメーカー - 児童虐待の犠牲者
- ラリー・ネルソン - プロゴルファー

## は行
- ローザ・パークス - 公民権運動活動家
- チャールズ・バークレー - バスケットボール選手
- ジミー・ハースト - 野球選手
- ゾラ・ニール・ハーストン - 作家、民俗学者
- ビリー・バーティ - 映画俳優。20世紀における著名な小人症の人物の1人として知られている
- アロンゾ・バーバース - 陸上競技選手
- パトリック・ハーラン - お笑い芸人。お笑いコンビ「パックンマックン」の相方であり、俳優・声優・ナレーターとしても活躍している
- カーク・ハインリック - バスケットボール選手
- サミュエル・グリドリー・ハウ（英語版） - 医師。奴隷制廃止論者の一人。パーキンス盲学校の初代校長であった
- マイケル・パウエル - 政治家
- ジェフ・バクスター - ギタリスト。軍事アナリストとしての側面を持ち合わせている
- ジェームズ・バスケット - 俳優
- アラン・J・パクラ - 映画監督
- ミア・ハム - 女子サッカー選手
- ジャック・パランス - 俳優
- グレッグ・E・ハリス - クリスチャン・ホームスクーリング・ムーブメントの著名な人物として知られる。現在はハウスホールド・オブ・フェイス・コミュニティー教会の宣教長老である
- サラ・パレツキー - 作家
- デイブ・バンクロフト - 野球選手・監督 (アメリカ野球殿堂表彰者)
- ジェイク・ピービー - 野球選手
- マイケル・ビーン - 俳優
- ホアン・ピエール - 野球選手
- ウィルソン・ピケット - 歌手
- 日野聡[1] - 声優
- ヴァージニア・ヒル - ベンジャミン・シーゲルの愛人
- バッファロー・ビル - ガンマン
- ハーバート・フーヴァー - 第31代アメリカ合衆国大統領
- アート・ファーマー - ミュージシャン
- チャーリー・O・フィンリー - 球団経営者
- レッド・フェイバー - 野球選手 (アメリカ野球殿堂表彰者)
- ボブ・フェラー - 野球選手 (アメリカ野球殿堂表彰者)
- ジェームス・P・ブキャナン（英語版） - 同国下院議員。テキサス州10区における代表議員を務めた
- ブッシュ家
  - プレスコット・ブッシュ - 政治家。銀行家としての側面もあった
  - ジョージ・ハーバート・ウォーカー・ブッシュ - 政治家。『ブッシュ大統領』（パパ・ブッシュ若しくはブッシュSrとも）の通称で知られる
  - ジョージ・ウォーカー・ブッシュ - 政治家。元同国大統領で『ブッシュ大統領Jr』の通称で知られている
- スタンリー・B・プルシナー - 医学博士
- フランク・J・フレッチャー - 軍人
- フランク・フライデイ・フレッチャー - 軍人
- フランシス・スコット・キー・フィッツジェラルド - 作家
- アンディ・フィリップス - 野球選手
- ジョージ・フォスター - 野球選手
- バックミンスター・フラー - 思想家。発明家でもあり、デザイナー・構造家・建築家といった専門業種に幅広く精通。詩人としても活動していた
- ルーカス・ブラック - 俳優
- クレイグ・ブラゼル - 野球選手
- バディ・ブラッドフォード - 野球選手
- デイヴィッド・F・フリードマン - 映画作家
- ルイーズ・フレッチャー - 女優
- ポール・ブレマー - 政治家・外交官
- マイケル・ベーエ - 生化学者
- ブルース・C・ヘーゼン - 海洋学者・地質学者
- ディーン・ベイカー（英語版） - 経済学者
- サチェル・ペイジ - 野球選手 (アメリカ野球殿堂表彰者)
- リチャード・ベイマー - 俳優
- クリストファー・ベリー（英語版） - 俳優
- ポール・ベルリナー（英語版） - 民族音楽学者
- ロス・ペロー - 政治家であり実業家。かつて大統領選へ2度に渡って立候補した経歴をもつ
- ナンシー・ペロシ - 政治家。現在、同国下院議長（第63代）を務めている
- アーサー・ペン - 映画監督
- ダン・ペン - 作曲家・ミュージシャン
- ヘンリー・フォード - 企業家。自動車会社『フォード・モーター』創設者
- マーティ・フリードマン - ギタリスト・音楽評論家。タレントとしても活動中
- ローラ・ブリッジマン（英語版） - 同国における盲聾者で重要教育を受けた最初の存在とされている。チャールズ・ディケンズと出会った事でその存在が知られることになった
- ロジャー・ホーキンス - ミュージシャン。主にドラマーとして活動していた
- アンソニー・マイケル・ホール - 俳優
- ウィリアム・ボーモント - 18-19世紀の軍医
- チャールズ・ボーモント - 小説家
- カール・ポーラッド（英語版） - 資本家。投資家でもあり、球団経営者としての一面を持っていた
- トミー・ボーリン - ミュージシャン
- ボブ・ホーリー - プロレスラー
- リック・ホール - レコード・レーベル経営者
- ローガン・ポール - YouTuber、俳優
- フレッド・ホイップル - 天文学者
- ララ・フリン・ボイル - 女優
- デビッド・ホステトラー - 野球選手
- ジェシー・ポメロイ（英語版） - 連続殺人犯
- ケヴィン・ポラック - 俳優・コメディアン
- イベンダー・ホリフィールド - プロボクサー

## ま行
- シャノン・マーケティック（英語版） - 女優。ミス・カリフォルニアUSA（英語版）およびミス・USA 1992（英語版）のタイトル保持者でもある
- デュルヴィル・マーティン（英語版） - 俳優・監督。映画・テレビを中心に活動していたことから米国において知名度の高い俳優の一人として知られている。ダーヴィル・マーティンとも呼ばれる
- サブリン・マウイ - ポルノ女優。フィリピン系アメリカ人
- アン・マキャフリイ - アイルランドで活動していた小説家・作家。マサチューセッツ州ケンブリッジ出身
- ダグラス・マッカーサー - スコットランド系アメリカ人の軍人。GHQ最高司令官。
- ダグラス・マッカーサー2世 - アメリカの外交官。軍人ダグラス・マッカーサー（上記）の甥。
- ノーマン・マクリーン - 作家
- セシル・マクビー - ジャズミュージシャン
- トレイシー・マグレディ - 元スポーツ選手。かつてはバスケットボール選手であったが後にプロ野球選手（投手）へ転身し、短期間ながら活躍を見せていた
- ドン・マクロクリン - 俳優
- メーガン・マケイン - コラムニスト・作家。政治評論家としての面も持ち合わせている
- ウィリー・マッコビー - 野球選手 (アメリカ野球殿堂表彰者)
- ヘイニー・マナシュ - 野球選手 (アメリカ野球殿堂表彰者)
- ケイト・マルグルー - 女優
- メラニー・マルティネス - 歌手・シンガーソングライター
- マーガレット・ミード - 文化人類学者
- ワッツ・ミサカ - 日系アメリカ人のバスケットボール選手
- ノーマン・ミネタ - 政治家。日系アメリカ人初の同国閣僚であった
- グレン・ミラー - ミュージシャン
- ロバート・ミリカン - 物理学者
- ルディ・レイ・ムーア - 俳優・コメディアン。歌手や映画プロデューサーとして活動もしていた
- ウィリー・メイズ - 野球選手 (アメリカ野球殿堂表彰者)
- チャールズ・メリアム - 政治学者
- ショーン・メリマン - 元プロフットボール選手
- ロビン・モーガン - 作家・詩人。フェミニズム理論家ならびにその活動家でもある
- チップス・モーマン（英語版） - 作曲家。ギタリストであり、レコードプロデューサーとしても活動していた
- ドミニク・モセアヌ（英語版、イタリア語版） - 元体操選手。ルーマニア系アメリカ人である

## や行
- ルディ・ヤングブラッド（英語版） - 俳優。ネイティブアメリカンの出自を持つ

- リック・ユーン - 俳優　韓国系アメリカ人

## ら行
- サン・ラ - ジャズ・ミュージシャン
- コンドリーザ・ライス - 政治家
- ウィリアム・ライカー - 政治学者
- ブランドン・ラウス - 俳優
- オーウェン・ラティモア - 東洋学者・中国学者。他に中央アジアやモンゴル地域を専門に調べていた。また、作家としても活動していた
- R・J・ラッシュドゥーニー - 哲学者。歴史家で神学者でもあった
- R・A・ラファティ - SF作家
- ジョニー・ラフィン - 野球選手
- ドナルド・ラムズフェルド - 政治家。ブッシュ政権時は国防長官であった
- ハーパー・リー - 作家
- ウィル・ユン・リー - 俳優。中国系韓国人
- アルフレッド・リード - 作曲家・指揮者
- ウィリアム・リーヒ - 軍人
- アレックス・リオス - 野球選手
- ウィリアム・リチャードソン - 政治家
- ライオネル・リッチー - ミュージシャン
- フィリップ・リバース - アメリカンフットボール選手
- リル・ナズ・X - ラッパー。シンガー・ソングライターという一面も併せ持つ
- マイケル・ルーカー - 俳優
- ジョー・ルーツ - 野球選手・監督
- カール・ルイス - 陸上選手
- ジョー・ルイス - プロボクサー
- エドワード・ルセイント - 映画監督・脚本家、俳優
- アシュレイ・レニー - 女優
- ロナルド・レーガン - 政治家。元は俳優であった
- レナード・ローズ - チェロ奏者。20世紀におけるアメリカ人チェリストの中では、世界的に幅広い知名度を得ている
- マイラ・アディル・ローガン - 医者
- ジェリー・ローソン - 電子技術者。コンピュータゲームの基礎となるビデオゲームカートリッジの開発に携わった人物で、「ビデオゲーム・カートリッジの父」として世界的に認知されている
- マイケル・ジョン・ロックウッド - プロレスラー
- ジム・ロジャーズ - 投資家
- モーリー・ロバートソン - ミュージシャン。ジャーナリストでもある。現在、タレントとして活動しており、その範囲はDJやラジオパーソナリティ、コメンテーターと幅広い

## わ行
- カート・ワーナー - アメリカンフットボール選手
- ミリアム・ワイナー（英語版） - 系図学者。ポーランドと旧ソ連におけるユダヤ人の系統の研究を専門としている
- デオンテイ・ワイルダー - プロボクサー
- ジョージ・ワシントン - 政治家。同国初代大統領
- デンゼル・ワシントン - 俳優。映画監督で映画プロデューサーとしても活動している

## 在外
※この項の欄では日系アメリカ人を含む
- ジョージ・カックル - 日本でラジオパーソナリティーやDJ、音楽プロデューサーを務める。また、サーファーとしても活動している
- 藤島ジュリー景子 - 経営者。現在、ジャニーズ事務所や「ジェイ・ストーム｣､ 「東京・新・グローブ座」等の代表取締役社長を務める。母はメリー喜多川
- クリス・ペプラー - 日本でタレントやナレーター、声優を務めている

## アメリカ合衆国と関わりのある人物
- アダム・ガン - 陸上競技選手。スコットランド出生
- アニエロ・デラクローチェ - マフィア構成員。ニューヨーク・マフィアの五大ファミリーの一つであるガンビーノ一家の幹部として活動していた。シチリア・ヴェネト州出身
- オリヴィア・デ・ハヴィランド - 女優。両親がイギリス人であり、英国・フランス・アメリカの3つの国籍を持つ。日本・東京出身
- アントニー・フォッカー - 企業者。航空機メーカー『フォッカー』の設立者である。オランダ領東インド（現インドネシア）・ブリタール出生
- ジョーン・フォンテイン - 女優。英国・アメリカの二重国籍者である。日本・東京出身。姉はオリヴィア・デ・ハヴィランドである
- アバ・ラーナー - 経済学者。ケインズ主義に傾倒していた存在の一人として知られる。ロシア帝国時代のベッサラビア出身でユダヤ系
- ビリー・ワイルダー - 映画監督・脚本家・プロデューサー。元々はオーストリア＝ハンガリー帝国の出生（出身）で後に国籍をアメリカへ映している